# テマ・アナトリコン
テマ・アナトリコン（ギリシャ語： θέμα Άνατολικῶν  ）は、小アジア（現在のトルコ）中部に設置されていた東ローマ帝国のテマ（軍管区）の一つである。

## 概要
7世紀頃、東ローマの野戦機動軍のうちオリエンス方面に展開していたオリエンス軍団が小アジア南東部に撤収して発足したと考えられており、名称は「オリエンス」のギリシア語形に由来するとされる。発足時、テマとしては最大で、かつ最も重要な位置付けとされていた。その長官（ストラテゴイ（stratēgoi））は強大な軍事力を掌握しており、歴代の長官の中には、帝位をコンスタンティノープルの皇帝から剥奪するため反乱を起こしたり、さらには帝位を獲得するに至った者（レオーン3世）が現れた。このテマとその軍隊は7世紀および10世紀のアラブ・ビザンチン戦争で重要な役割を果たし、その後1070年代後半にセルジューク朝に征服されるまで続く比較的平和な期間を創った。 

## 人口の構成
主にギリシャ人が多かったが、ビザンツ帝国にアラブやトルコ系民族の度重なる侵略により、徐々にトルコ系が増えていった。 他にもアルメニア人やジョージア人など多種多様の民族がこの地域には住んでいた。

## 歴史
テマ設立の正確な日付は不明。他の初期のテマと同様に、640年代以降、東ローマ帝国の野戦機動軍がイスラム勢力の侵攻に直面して小アジアに撤退し、抗戦を続けるための軍事野営地として設立されたと考えられている。

### アラブ人とトルコ人との戦争

842年頃の東ローマ帝国の小アジアのテマ。初期に発足した大規模なテマが複数の小規模なテマに分割されている。

### 反乱

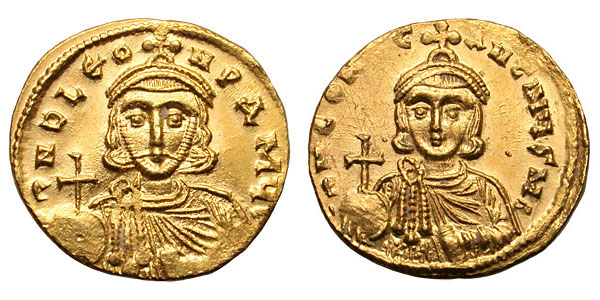
レオ3世とその息子、コンスタンティヌス5世の金固相線